# Гелек Нацык-Доржу
Гелек Нацык-Доржу (в миру — Серге́к Оле́гович Сарыгла́р; род. 1988, Ак-Даш, Тувинская АССР, РСФСР, СССР) — российский религиозный деятель, IX Верховный лама (Камбы-лама) Тывы (с 22 ноября 2020).

## Биография
Родился 1988 году в селе Ак-Даш, Сут-Холского района Тывы. После окончания средней школы поступил на обучение в хурээ «Цеченлинг» города Кызыл.
В 2003 году поступил на обучение на ламу в Буддийский университет «Даши Чойхорлин» имени Дамба-Доржи Заяева в Бурятии. Во время учебы на 3 курсе был избран старостой тувинских хувараков в Иволгинском дацане и представителем Камбы-Ламы Республики Тыва при Буддийской традиционной сангхе России. В 2008 году вернулся на родину после завершения учебы с отличием. В 2014 году получил и защитил звание геше в Буддийском университете, а также в этом же году получил звание «Почетного гражданина Сут-Холского района». Является именитым борцом Сут-Холского района с званием «Начын» (Победитель).
Начиная с 2014 года по настоящее время работал в разных хурээ по всей Республике Тыва. 
22 ноября 2020 года был избран на пост Камбы-ламы на всеобщем собрании лам Республики Тыва.